# U-162 (1941)
| U-162                                                                                                | U-162 | U-162 |
| --- | --- | --- |
| U 162                                                                                                | | |
| | | |
| Зображення підводного човна U-505, однотипного з U-162                                               | | |
| Верф                                                                                                 | Deutsche Schiff- und Maschinenbau, AG Weser, Бремен | Deutsche Schiff- und Maschinenbau, AG Weser, Бремен |
| Під прапором                                                                                         | Третій Рейх | Третій Рейх |
| Належність                                                                                           | Крігсмаріне | Крігсмаріне |
| Порт приписки                                                                                        | Штеттін Лор'ян | Штеттін Лор'ян |
| Замовлення                                                                                           | 25 вересня 1939 | 25 вересня 1939 |
| Закладений                                                                                           | 19 квітня 1940 | 19 квітня 1940 |
| Спуск на воду                                                                                        | 1 березня 1941 | 1 березня 1941 |
| Введений до складу флоту                                                                             | 9 вересня 1941 | 9 вересня 1941 |
| На службі                                                                                            | 1941—1942 | 1941—1942 |
| Загибель                                                                                             | 3 вересня 1942 року потоплений глибинними бомбами британських есмінців «Патфайндер», «Квентін» і «Вімі» поблизу острова Тринідад                                        | 3 вересня 1942 року потоплений глибинними бомбами британських есмінців «Патфайндер», «Квентін» і «Вімі» поблизу острова Тринідад                                        |
| Сучасний статус                                                                                      | затоплений | затоплений |
| Бойовий досвід                                                                                       | Друга світова війна Битва за Атлантику * Конвой ON 67 Кампанія в Карибському морі                                                                                       | Друга світова війна Битва за Атлантику * Конвой ON 67 Кампанія в Карибському морі                                                                                       |
| Проєкт                                                                                               | | |
| Тип ПЧ                                                                                               | великий океанський торпедний ДПЧ | великий океанський торпедний ДПЧ |
| Основні характеристики                                                                               | | |
| Швидкість (надводна)                                                                                 | 18,2 вузла (33,7 км/год) | 18,2 вузла (33,7 км/год) |
| Швидкість (підводна)                                                                                 | 7,3 (13,5 км/год) | 7,3 (13,5 км/год) |
| Робоча глибина занурення                                                                             | 100 м | 100 м |
| Гранична глибина занурення                                                                           | 230 м | 230 м |
| Дальність плавання                                                                                   | 64 милі (119 км) на швидкості 4 вузли (7,4 км/год) (у підводному положенні) 13 450 морських миль (24 910 км на швидкості 10 вузлів (19 км/год) (у надводному положенні) | 64 милі (119 км) на швидкості 4 вузли (7,4 км/год) (у підводному положенні) 13 450 морських миль (24 910 км на швидкості 10 вузлів (19 км/год) (у надводному положенні) |
| Екіпаж                                                                                               | 48 офіцерів та матросів | 48 офіцерів та матросів |
| Розміри                                                                                              | | |
| Довжина найбільша (по КВЛ)                                                                           | 76,76 м | 76,76 м |
| Ширина корпусу найб.                                                                                 | 6,76 м | 6,76 м |
| Висота                                                                                               | 9,6 м | 9,6 м |
| Середня осадка (по КВЛ)                                                                              | 4,7 м | 4,7 м |
| Водотоннажність надводна                                                                             | 1120 т | 1120 т |
| Силова установка                                                                                     | | |
| Дизель-електрична: 2 дизельні двигуни MAN M 9 V 40/46 2 електродвигуни Siemens-Schuckert 2 GU 345/34 | | |
| Гвинти                                                                                               | 2 | 2 |
| Потужність                                                                                           | 2 × 2200 к.с. (дизелі) 2 × 740 к.с. (електродвигуни) | 2 × 2200 к.с. (дизелі) 2 × 740 к.с. (електродвигуни) |
| Озброєння                                                                                            | | |
| Артилерія                                                                                            | 1 × 105-мм палубна гармата SK C/32 | 1 × 105-мм палубна гармата SK C/32 |
| Торпедно- мінне озброєння                                                                            | 4 носових і 2 кормових ТА; 22 торпеди або 44 міни TMA чи 66 TMB | 4 носових і 2 кормових ТА; 22 торпеди або 44 міни TMA чи 66 TMB |
| ППО                                                                                                  | 1 × 37-мм зенітна гармата SKC/30 2 (1 × 2) × 20-мм зенітні гармати FlaK 30                                                                                              | 1 × 37-мм зенітна гармата SKC/30 2 (1 × 2) × 20-мм зенітні гармати FlaK 30                                                                                              |

U-162 — німецький великий океанський підводний човен типу IXC, що входив до складу Військово-морських сил Третього Рейху за часів Другої світової війни. Закладений 19 квітня 1940 року на верфі Deutsche Schiff- und Maschinenbau, AG Weser у Бремені під будівельним номером 701. Спущений на воду 1 березня 1941 року, а 9 вересня 1941 року корабель увійшов до складу ВМС нацистської Німеччини. Єдиним командиром човна був фрегаттен-капітан Юрген Ваттенберг.

## Історія служби
U-162 належав до серії німецьких підводних човнів типу IXC, великих океанських човнів, призначених діяти на морських комунікаціях противника на далеких відстанях у відкритому океані. Човнів цього типу випущено 54 одиниці і вони дуже успішно та результативно проявили себе в ході бойових дій в Атлантиці. 9 вересня 1941 року U-162 розпочав службу у складі 4-ї навчальної флотилії, а з 1 лютого 1942 року переведений до бойового складу 2-ї флотилії ПЧ Крігсмаріне.
З лютого до вересня 1942 року U-162 здійснив 3 бойових походи в Атлантичний океан, в яких провів 162 дні. За час ведення бойових дій човен потопив 14 торговельних суден (82 027 GRT).
3 вересня 1942 року U-162 був виявлений британськими есмінцями «Патфайндер», «Квентін» і «Вімі» північно-східніше острова Тринідад і атакований глибинними бомбами ескортних кораблів. У наслідок атаки 2 члени екіпажу загинули, 49 були врятовані та узяті в полон.

## Перелік уражених U-162 суден у бойових походах
| №                                                        | Дата           | Командир ПЧ              | Назва               | Тип                | Належність      | Водотоннажність (брт)                                                                   | Вантаж | Конвой                                                                | Результат та координати                                                | Наслідки атаки для екіпажу      | Прим. |
| -------------------------------------------------------- | -------------- | ------------------------ | ------------------- | ------------------ | --------------- | --------------------------------------------------------------------------------------- | --- | --------------------------------------------------------------------- | ---------------------------------------------------------------------- | ------------------------------- | ----- |
| Перший похід (07.02—18.03.1942, 69 діб; Кіль—Лор'ян)     |                |                          |                     |                    |                 |                                                                                         | |                                                                       |                                                                        |                                 |       |
| 1                                                        | 24 лютого 1942 | FrgKpt. Юрген Ваттенберг | White Crest         | суховантажне судно | Велика Британія | 4 365                                                                                   | Вугілля і кокс | Конвой ON 67                                                          | потоплено 47°45′ пн. ш. 38°15′ зх. д. / 47.750° пн. ш. 38.250° зх. д.  | 47 (усі загинули)               |       |
| Другий похід (07.04—08.06.1942, 63 доби; Лор'ян—Лор'ян)  |                | FrgKpt. Юрген Ваттенберг |                     |                    |                 |                                                                                         | |                                                                       |                                                                        |                                 |       |
| 2                                                        | 30 квітня 1942 | FrgKpt. Юрген Ваттенберг | Athelempress        | танкер             | Велика Британія | 8 941                                                                                   | баласт | Конвой OS 25                                                          | потоплений 13°21′ пн. ш. 56°15′ зх. д. / 13.350° пн. ш. 56.250° зх. д. | 50 (3 загинули та 47 вціліли)   |       |
| 3                                                        | 1 травня 1942  | FrgKpt. Юрген Ваттенберг | Parnahyba           | танкер             | Бразилія        | 6 692                                                                                   | 7500 тонн генеральних вантажів, включаючи каву, какао, насіння рицини та бавовну                                               |                                                                       | потоплено 10°12′ пн. ш. 57°16′ зх. д. / 10.200° пн. ш. 57.267° зх. д.  | 72 (7 загинули та 65 вціліли)   |       |
| 4                                                        | 4 травня 1942  | FrgKpt. Юрген Ваттенберг | Florence M. Douglas | вітрильне судно    | Велика Британія | 119                                                                                     | сіль |                                                                       | потоплено 07°55′ пн. ш. 58°10′ зх. д. / 7.917° пн. ш. 58.167° зх. д.   | ? (0 загиблих та ? вижили)      |       |
| 5                                                        | 4 травня 1942  | FrgKpt. Юрген Ваттенберг | Eastern Sword       | суховантажне судно | США             | 3 785                                                                                   | 1550 тонн генеральних вантажів                                                                                                 |                                                                       | потоплено 07°10′ пн. ш. 57°58′ зх. д. / 7.167° пн. ш. 57.967° зх. д.   | 29 (16 загиблих та 13 вцілілих) |       |
| 6                                                        | 7 травня 1942  | FrgKpt. Юрген Ваттенберг | Frank Seamans       | суховантажне судно | Норвегія        | 4 271                                                                                   | боксити |                                                                       | потоплено 06°21′ пн. ш. 55°38′ зх. д. / 6.350° пн. ш. 55.633° зх. д.   | 27 (усі вижили)                 |       |
| 7                                                        | 9 травня 1942  | FrgKpt. Юрген Ваттенберг | Mont Louis          | суховантажне судно | Канада          | 1 905                                                                                   | боксити |                                                                       | потоплено 08°23′ пн. ш. 58°44′ зх. д. / 8.383° пн. ш. 58.733° зх. д.   | 21 (13 загиблих та 8 вцілілих)  |       |
| 8                                                        | 13 травня 1942 | FrgKpt. Юрген Ваттенберг | Esso Houston        | танкер             | США             | 7 699                                                                                   | 81 701 барель мазуту |                                                                       | потоплений 12°12′ пн. ш. 57°25′ зх. д. / 12.200° пн. ш. 57.417° зх. д. | 42 (1 загиблий та 41 вцілілий)  |       |
| 9                                                        | 14 травня 1942 | FrgKpt. Юрген Ваттенберг | British Colony      | танкер             | Велика Британія | 6 917                                                                                   | 9800 тонн флотського мазуту |                                                                       | потоплений 13°12′ пн. ш. 58°10′ зх. д. / 13.200° пн. ш. 58.167° зх. д. | 47 (4 загинуло та 43 вижили)    |       |
| 10                                                       | 18 травня 1942 | FrgKpt. Юрген Ваттенберг | Beth                | танкер             | Норвегія        | 6 852                                                                                   | 10 109 тонн флотського мазуту                                                                                                  |                                                                       | потоплений 11°48′ пн. ш. 57°32′ зх. д. / 11.800° пн. ш. 57.533° зх. д. | 31 (1 загиблий та 30 вижили)    |       |
| Третій похід (07.07—03.09.1942, 59 діб; Лор'ян—загибель) |                | FrgKpt. Юрген Ваттенберг |                     |                    |                 |                                                                                         | |                                                                       |                                                                        |                                 |       |
| 11                                                       | 19 серпня 1942 | FrgKpt. Юрген Ваттенберг | West Celina         | суховантажне судно | США             | 5 722                                                                                   | 6975 тонн генерального вантажу, включаючи 4500 тонн марганцевої руди, 650 тонн слюди, 228 тонн гуми і 250 мавп на палубі човна | Конвой TAW(S)                                                         | потоплено 11°45′ пн. ш. 62°30′ зх. д. / 11.750° пн. ш. 62.500° зх. д.  | 44 (1 загиблий та 43 вижили)    |       |
| 12                                                       | 24 серпня 1942 | FrgKpt. Юрген Ваттенберг | Moena               | суховантажне судно | Шаблон:NDL      | 9 286                                                                                   | колоніальна продукція |                                                                       | потоплено 13°25′ пн. ш. 57°15′ зх. д. / 13.417° пн. ш. 57.250° зх. д.  | 87 (4 загинули та 83 вижили)    |       |
| 13                                                       | 26 серпня 1942 | FrgKpt. Юрген Ваттенберг | Thelma              | танкер             | Норвегія        | 8 297                                                                                   | баласт |                                                                       | потоплений 13°20′ пн. ш. 58°10′ зх. д. / 13.333° пн. ш. 58.167° зх. д. | 33 (2 загинули та 31 вцілив)    |       |
| 14                                                       | 30 серпня 1942 | Star of Oregon           | суховантажне судно  | США                | 7 176           | 5000 тонн генеральних вантажів, 4000 тонн марганцевої руди і 20 тонн військових запасів | | потоплено 11°48′ пн. ш. 59°45′ зх. д. / 11.800° пн. ш. 59.750° зх. д. | 53 (1 загиблий та 52 вижили)                                           | судно класу «Ліберті»           |       |